# Världsarvet betydande verk av arkitekten Victor Horta i Bryssel
Världsarvet betydande verk av arkitekten Victor Horta i Bryssel, på franska Habitations majeures de l'architecte Victor Horta (Bruxelles) det vill säga ungefär "Enfamiljsbostadshus i stadsbebyggelse av arkitekten Victor Horta (Bryssel)", är ett av Belgiens världsarv sedan år 2000.
Följande byggnader i Bryssel av arkitekten Victor Horta ingår:
- Hôtel Tassel
- Hôtel Solvay
- Hôtel van Eetvelde
- Maison & Atelier Horta (Hortamuseet)